# Alkippa
Alkippa (grek. Ἀλκίππη), vilket betyder "stridshäst", var namnet på flera gestalter i grekisk mytologi. 
Alkippa var bland annat en nymf som var dotter till jätten Alkyoneus och hade sex systrar; Phosthonia, Methone, Anthe, Pallene, Drimo och Asterie. När deras far blev dödad av Herakles, sörjde de så mycket att de kastade sig i havet. Amfitrite kände medlidande med dem och förvandlade dem till ”kungsfiskar”.